# Vito Napoli
Vito Napoli (ur. 16 listopada 1931 w Squillace, zm. 8 listopada 2004 w Rzymie) – włoski polityk i dziennikarz, parlamentarzysta krajowy i europejski.

## Życiorys
Ukończył studia dziennikarskie, po czym pracował w zawodzie. Był reporterem i redaktorem w dzienniku „Gazzetta del Popolo”. Na początku lat 70. wyróżniony nagrodą dziennikarską „Premio Saint-Vincent per il giornalismo”.
Zaangażował się również w działalność polityczną w ramach Chrześcijańskiej Demokracji. W latach 1976–1994 wchodził w skład Izby Deputowanych VII, VIII, IX, X i XI kadencji. Od kwietnia do lipca 1994 sprawował także mandat posła do Parlamentu Europejskiego III kadencji.